# Camille redouble
Pour plus de détails, voir Fiche technique et Distribution.
Camille redouble est un film français réalisé par Noémie Lvovsky sorti en 2012. Il a été sélectionné à la Quinzaine des réalisateurs lors du Festival de Cannes 2012.

## Synopsis
Camille (Noémie Lvovsky), 40 ans, est une actrice réduite à des rôles insignifiants dans des films gore, et alcoolique depuis la mort de sa mère. Elle vient de perdre son compagnon Éric (Samir Guesmi) qui, lassé d'elle, a rencontré une fille beaucoup plus jeune avec laquelle il veut se mettre en ménage. Comme il a impérativement besoin de sa part des biens avec Camille, il met leur appartement en vente et en expulse son ex-compagne.
Seule, Camille repense à ses parents, dont il ne lui reste pratiquement aucun souvenir matériel. Sa fille Mathilde (Esther Garrel) la console un peu, mais refuse d'accompagner sa mère au réveillon du Nouvel An organisée par Josepha, l'amie de jeunesse de Camille.
Alors que Camille se rend à la fête dans la nuit enneigée, elle passe devant une boutique d'horloger encore illuminée. L'inspiration la pousse à y entrer et à demander si sa montre, rare souvenir de ses parents, peut être réparée. L'horloger (Jean-Pierre Léaud) lui rend la montre en état de marche. Elle lui demande aussi de couper la bague symbole de son union avec Éric, qu'elle ne parvenait pas à enlever.
Chez Josepha (Judith Chemla) se reconstitue avec effusion le quatuor d'amies lycéennes de jadis : Camille, Josepha, Louise (Julia Faure) et Alice (India Hair). Elle apprend que Louise est devenue totalement aveugle. Camille danse et s'alcoolise, jette par la fenêtre la bague d'Éric qu'elle veut oublier définitivement, et tente de s'amuser jusqu'au moment où elle s’effondre, évanouie, au moment où retentit le premier coup de minuit. 
Lorsque Camille se réveille à l'hôpital, elle découvre avec un désarroi émerveillé qu'elle est revenue à l'âge de 16 ans, tout en conservant ses souvenirs et sa mentalité de femme de 40 ans. Elle retrouve par la suite ses parents (Yolande Moreau et Michel Vuillermoz), ses amies, son lycée et le théâtre où elle a fait ses débuts d'actrice. La semaine où elle est revenue est assez particulière : elle y a rencontré Éric et est tombée enceinte de lui, et sa mère y est morte subitement d'une rupture d'anévrisme, avant d'apprendre que Camille attendait un enfant.
Elle entreprend de manifester son amour à ses parents et d'engranger, magnétophone en main, des souvenirs d'eux, les enregistrant à la moindre occasion, non sans susciter leur inquiétude. Elle s'efforce de tuer dans l'oeuf sa liaison sans issue avec Éric, mais se rendant compte qu'elle risque d'effacer l'existence de sa fille, elle lui consent une première nuit d'amour. Ils se déclarent leur passion par pièce de théâtre interposée sous la direction d'un bouillant metteur en scène (Micha Lescot) en train de monter Carlo Goldoni et qui trouve en eux le couple de jeunes premiers idéal.
Louise apprend à ses amies qu'on lui a diagnostiqué une maladie incurable qui à terme la rendra aveugle. Camille tente malgré tout de prévenir la mort prématurée de sa mère et d'obtenir un scanner dont elle espère qu'il permettra de la soigner à temps. Elle revit avec émotion ce seizième anniversaire où ils lui ont offert la montre qu'elle a toujours gardé depuis.
La seule personne qui peut l'aider dans cette situation insolite lui semble être son professeur de physique, Alphonse Da Costa (Denis Podalydès). Celui-ci lui explique que le temps ne s'inverse pas et que le passé est irrévocablement passé. Elle lui raconte son aventure. Alphonse se laisse séduire par elle, car Camille a décidé de connaître d'autres garçons qu'Éric. Après un premier échec avec un timide lycéen affreusement désorienté (Anthony Sonigo), Camille, avec sa mentalité de quadragénaire est plus à l'aise avec Alphonse dont elle tombe bientôt amoureuse.
Celui-ci lui a obtenu le rendez-vous de scanner qu'elle souhaitait pour sa mère, mais l'examen ne révèle rien. La première nuit avec Éric a porté son fruit et le test de grossesse est positif. Camille l'apprend immédiatement à sa mère, qui le prend avec angoisse et culpabilité, allant jusqu'à rejeter Camille, avant de mourir peu après de sa rupture d'anévrisme. Camille rompt avec Éric. Très épris, celui-ci lui offre une bague avant de se résoudre à leur séparation.
Partageant son chagrin avec Alphonse dans un café, elle lui confie une enveloppe contenant les enregistrements qu'elle a réalisé de ses parents et lui enjoint de l'attendre jusqu'en 2008 pour la retrouver. Ils s'embrassent sur un air de jukebox qu'elle choisit comme leur chanson souvenir : Dis, quand reviendras-tu ? par Barbara. Éric les surprend, frappant Da Costa et insultant Camille, avant de s'en aller. Cette dernière, honteuse et prise d'une vague nostalgie, enfile la bague d'Éric qu'elle parvient plus à retirer. Elle se rend chez l'horloger qui lui avait coupé la bague ving-cinq ans plus tard pour qu'il fasse de même, mais étant également celui qui a vendu la bague à Éric, il témoigne de sa sincérité et enjoint Camille d'attendre de pouvoir retirer la bague par elle-même. Il lui explique surtout que l'on doit accepter de ne pouvoir influer que sur certains aspects de son destin, et que l'on doit accepter de subir les autres aspects avec sérénité.
Le metteur en scène, qui ne tolère pas la démission de son couple de jeune premiers à quinze jours de la première, enferme Camille et Éric dans une loge pour les obliger à se parler et à se réconcilier au moins juste assez pour jouer ensemble. Éric constate alors que Camille porte sa bague, elle admet qu'elle l'aime. Ils se réconcilient et jouent la pièce avec une grande sincérité. Après cela, Camille s'évanouit et se réveille chez Josepha, qui lui souhaite une bonne année 2009. Elle se rend à l'adresse d'Alphonse : il est resté seul et l'a attendue depuis 1985 sans beaucoup y croire. Il est émerveillé, et lui remet son précieux dépôt. Un peu plus tard Camille retrouve Éric à la terrasse d'une guinguette qui leur avait plu au temps de leur passion. Elle a vaincu ses démons et leur relation est désormais apaisée et amicale.

## Fiche technique
- Titre : Camille redouble
- Réalisation : Noémie Lvovsky
- Scénario : Noémie Lvovsky, Florence Seyvos, Pierre-Olivier Mattei, Maud Ameline
- Photographie : Jean-Marc Fabre
- Son : Olivier Mauvezin
- Décors : Frédéric Lapierre
- Costumes : Madeline Fontaine
- Montage : Annette Dutertre et Michel Klochendler
- Musique originale : Gaëtan Roussel et Joseph Dahan
- Assistante réalisatrice : Elsa Amiel
- Producteurs délégués : Jean-Louis Livi et Philippe Carcassonne
- Sociétés de production : F comme Film, Ciné@, France 2 Cinéma
- Directrice de production : Angeline Massoni
- Distribution France : Gaumont Distribution
- Pays d'origine :  France
- Budget : 7 millions d'euros[3]
- Genre : comédie dramatique, fantastique
- Langue : français
- Durée : 120 minutes
- Dates de sortie : 
  - France 12 septembre 2012
  - Belgique 19 septembre 2012
- Box-office : 871 645 entrées. Il fait partie des dix films français les plus rentables de 2012[3].

## Distribution
- Noémie Lvovsky : Camille Vaillant
- Samir Guesmi : Éric
- Yolande Moreau : la mère de Camille
- Michel Vuillermoz : le père de Camille
- Denis Podalydès : Alphonse Da Costa
- Judith Chemla : Josepha
- Julia Faure : Louise
- India Hair : Alice
- Jean-Pierre Léaud : Monsieur Dupont, l'horloger
- Micha Lescot : le professeur de théâtre
- Vincent Lacoste : le meilleur ami d’Éric
- Mathieu Amalric : le professeur de français
- Anne Alvaro : la professeure d'anglais
- Esther Garrel : Mathilde, la fille de Camille et Éric
- Riad Sattouf : le réalisateur
- Elsa Amiel : l'assistante
- Christian Dubouis : le « boucher »
- Carole Deffit : la comédienne
- Anthony Sonigo : un lycéen
- Aurore Broutin : l’infirmière
- Marie Béraud : la fille 1
- Nicolas Maury : le jeune homme de la fête
- Jana Bittnerova : le professeur d'histoire-géographie
- Alice Amiel : la fille 2
- Adeline d'Hermy : la fille 3

## Production
Camille redouble reprend le point de départ de Peggy Sue s'est mariée de Francis Ford Coppola, qui avait beaucoup marqué Noémie Lvovsky au moment de sa sortie en 1985,,.

## Tournage
Le film a été en partie réalisé en octobre et novembre 2011, principalement au lycée Alfred-Kastler de Cergy-Pontoise et dans le département du Val-d'Oise.
La scène du restaurant se déroule dans un authentique chalet suisse, ancien pavillon de la Suisse issu de l'exposition universelle de 1867, devenu ensuite le restaurant Le Chalet des Îles.

## Bande originale
- Venus par Bananarama de 1986, durée : 3 min 6 s (Camille et ses copines dansent à la boom) ; titre anachronique puisque l'action se situe en janvier 1985.
- 99 Luftballons par Nena de 1984, durée : 3 min 53 s (Camille sur son vélo se rend au lycée).
- Walking on Sunshine} par Katrina and the Waves de 1985.
- One Day par Wankelmut (en) (à la piscine lors de la soirée d'anniversaire).
- New Slang (en) par The Shins de 2001.
- Golden Cage par The Whitest Boy Alive.
- Brand New Shoes par She and Him de 2011.
- Shuffle (en) par Bombay Bicycle Club de 2011.
- Dis, quand reviendras-tu ? par Barbara de 1964, durée : 2 min 52 s (Camille la choisit sur le juke-box, comme chanson d'amoureux avec Alphonse).
- Une petite cantate par Barbara (chantée à sa demande par les parents de Camille qui les enregistre, lors de son 16e anniversaire).
- Même tes chaussures vont plus vite que toi par Gaëtan Roussel, durée : 3 min 7 s.
- Quatre dromadaires par Gaëtan Roussel, durée : 1 min 21 s.
- Le bouquet par Gaëtan Roussel, durée : 1 min 4 s.
- Au bord des océans par Gaëtan Roussel, durée : 4 min 37 s.

## Accueil

### Accueil critique
Sur l'agrégateur américain Rotten Tomatoes, le film récolte 67 % d'opinions favorables pour 6 critiques.
En France, le site Allociné propose une note moyenne de 4,1⁄5 à partir de l'interprétation de critiques provenant de 27 titres de presse.
Après la projection à la Quinzaine des réalisateurs le 25 mai 2012, Isabelle Regnier, critique au journal Le Monde, juge qu'il s'agit d'un très beau film, drôle et émouvant. Pour Jean-Baptiste Morain, critique aux Inrockuptibles, c'est l'un des plus beaux films du festival.

## Distinctions

### Prix
- 2012 : Prix SACD de la Quinzaine des réalisateurs au Festival de Cannes
- 2013 : Prix Lumières du « meilleur espoir féminin » décerné conjointement à Judith Chemla, Julia Faure et India Hair et prix spécial des Lumières pour le film et la réalisatrice
- 2013 : Meilleure  actrice dans un second rôle pour Yolande Moreau au Magritte du cinéma
- 2013 : Trophée duo cinéma réalisateur-producteur aux Trophées du Film français

### Nominations
- 38e cérémonie des César :
  - Nomination au César du meilleur film
  - Nomination au César du meilleur réalisateur (Noémie Lvovsky)
  - Nomination au César de la meilleure actrice (Noémie Lvovsky)
  - Nomination au César du meilleur acteur dans un second rôle (Michel Vuillermoz)
  - Nomination au César du meilleur acteur dans un second rôle (Samir Guesmi)
  - Nomination au César de la meilleure actrice dans un second rôle (Yolande Moreau)
  - Nomination au César de la meilleure actrice dans un second rôle (Judith Chemla)
  - Nomination au César du meilleur espoir féminin (Julia Faure)
  - Nomination au César du meilleur espoir féminin (India Hair)
  - Nomination au César du meilleur scénario original (Noémie Lvovsky, Florence Seyvos, Maud Ameline et Pierre-Olivier Mattei)
  - Nomination au César de la meilleure musique (Gaëtan Roussel et Joseph Dahan)
  - Nomination au César du meilleur montage (Annette Dutertre et Michel Klochendler)
  - Nomination au César des meilleurs costumes (Madeline Fontaine)

Avec treize nominations aux César du cinéma, mais aucune récompense lors de la cérémonie, Camille redouble bat le record du plus grand nombre de nominations aux César pour un film n'en ayant remporté aucune à l'arrivée. Le record était alors détenu par le film Huit Femmes de François Ozon, qui concourut sans résultat dans douze catégories. En 2021, Été 85, également réalisé par François Ozon, est venu égaliser le record de Camille redouble.